# Son of the Black Sword
Son of the Black Sword – amerykańska powieść fantasy z 2015. Jej autorem jest Larry Correia. Została opublikowana przez Baen Books. To pierwszy tom cyklu Saga of the Forgotten Warrior. W 2016 powieść zdobyła Dragon Award w kategorii najlepsza powieść fantasy. Zdobyła dziesiąte miejsce w plebiscycie czytelników nagrody Locusa w kategorii powieść fantasy.